# Calocoris texanus
Calocoris texanus är en insektsart som beskrevs av Knight 1942. Calocoris texanus ingår i släktet Calocoris och familjen ängsskinnbaggar. Inga underarter finns listade i Catalogue of Life.